# Hans-Hermann Schlicker
Hans-Hermann Schlicker (auch Hanshermann Schlicker; * 12. August 1928 in Kiel; † 16. Juni 2020 in Bad Pyrmont) war ein deutscher Grafiker, Maler und Buchillustrator.

## Leben und Werk
Schlicker studierte er von 1947 bis 1951 bei Walter Arnold an der Hochschule für Graphik und Buchkunst in Leipzig. Danach arbeitete er vorübergehend als Maler in den Leuna-Werken „Walter Ulbricht“. Von 1952 bis 1953 war er Meisterschüler bei Max Lingner an der Akademie der Künste in Berlin. Ab 1956 war er als Mitglied des Verbands Bildender Künstler der DDR freischaffend tätig. Von Anfang der 1950er-Jahre bis 1993 lebte er in Berlin-Biesdorf. Dann zog er nach Bad Pyrmont.
Zu seinen Werken gehören zahlreiche Pressezeichnungen, Buchillustrationen, Theaterplakate und Szenenbilder, u. a. für das Deutsche Theater und das Berliner Ensemble, Grafiken und Porträts sowie Aquarelle. Er illustrierte u. a. Hefte der in der DDR populären Jugendheft-Reihe Das neue Abenteuer. Ab 1992 zeichnete er für Berliner Zeitungen und für Buchveröffentlichungen Miniaturen von Berliner Bauwerken. Viele seiner Aquarelle sind durch Fernreisen inspiriert, aber auch durch Theaterszenen.

## Werke (Auswahl)

### Zeichenkunst (Auswahl)
- Feuerschmied (1952, Kreide)[3][4]
- Heimweg (1952, Kreide)[5][4]
- Nach der ersten Prämie (um 1952, Kreide, 30 × 40 cm)[6][4]
- Seifenblasen (1952, Kreide)[7][4]

### Buchillustrationen (Auswahl)
- Honoré de Balzac: Das unbekannte Meisterwerk. Ausdauernde Liebe. Henschelverlag, Berlin, 1956
- Alfred Maderno: Fünf Katzen. Ein Tierbuch für Erwachsene. Verlag Der Morgen, Berlin, 1957
- Hermann Sudermann: Miks Bumbullis und andere Geschichten. Verlag Der Morgen, Berlin, 1958
- Heinz Mildner: Eroberung der Ferne. Verlag Neues Leben, Berlin, 1959
- Hermann Heinz Wille: Die goldene Woge. Verlag Neues Leben, Berlin, 1960
- Wolfgang Tenzler (Hrsg.): Ess- und Trink-, Rauch- und Medizin-Sprüch. Buchverlag Der Morgen, Berlin, 1985
- Laurenz Demps: Altberliner Impressionen. Unterwegs in Berlins Vergangenheit. Staatsverlag der DDR, Berlin, 1987
- Inge Kissing: Berliner Sagen. Berlin-Information, 1988, ISBN 3-7442-0024-8
- Bernd Philipp: Zunehmend heiter. Ein Mensch in allen Lebenslagen. F.A. Herbig Verlag, München, 1993

## Einzelausstellungen (mutmaßlich unvollständig)
- 1986: Berlin
- 2018: Berlin, Bezirksmuseum Marzahn (Zeichnungen und Aquarelle)[8]